# 功夫熊貓系列
《功夫熊貓》（英語：Kung Fu Panda）是由夢工廠動畫公司製作的美國動作喜劇電腦動畫。首兩部電影由派拉蒙影業發行，第三部電影由二十世紀福斯發行，第四部電影由環球影業發行。

## 電影

### 《功夫熊貓》（2008）
阿波，一隻笨拙，超重的熊貓，住在和平谷和在爸爸鵝阿爹開的麵館工作，無法實現學習功夫的夢想的功夫狂熱者。有一天，老人精神領袖龜大仙舉辦功夫比賽希望選出傳說中的武林高手「神龍大俠」，一個能夠解讀卷軸秘密的功夫大俠。和平谷的所有人都期待着「神龍大俠」將是「蓋世五俠」的其中一員—悍嬌虎、猴王、快螳螂、俏小龍和靈鶴—由功夫大師為了保護和平谷而訓練的五位功夫大俠。結果令所有人吃驚的是，龜大仙選擇了阿波，一個意外地出現在比賽舞台的熊貓。
功夫大師拒絕相信阿波能夠成為「神龍大俠」，為了讓他離開而要阿波進行艱苦的訓練。之前因為缺乏功夫技巧而被嘲笑的阿波，為了讓別人尊重，阿波在他的訓練中堅持不懈，最終與「蓋世五俠」成為朋友。後來阿波很快就意識到自己要和殘豹戰鬥，一個因為卷軸被剝奪而逃離監獄復仇的邪惡功夫戰士。然而，功夫大師發現食物能夠轉換成阿波練功的動力，並成功訓練他學習功夫。訓練結束後，阿波接受了卷軸，並發現卷軸裏面是空白，沒有任何東西的。阿波意識到力量的關鍵在於他自己，這讓他打敗殘豹和恢復和平谷的和平。

### 《功夫熊貓2》（2011）
阿波現在的生活就像他的夢想一樣成為一個功夫大師，並與「蓋世五俠」一起保護和平谷。然而，當他開始回憶起母親時和從鵝阿爹得知自己被收養時，陷入了內部衝突。不久後，阿波他們被任命去阻止邪惡的孔雀沈王爺採用新開發的武器—火砲，征服全中國，毀滅傳統功夫。阿波仍然被自己被父母遺棄的思想折磨，直到後來被一個聰明的老預言者引導自己的過去，並記得父母冒著生命危險救自己。沈王爺得知自己將被「黑白戰士」擊敗的預言後，開始消滅所有的熊貓。得知真相後，阿波達到平心靜氣，令他能夠摧毀沈王爺的新武器。擊敗沈王爺後，阿波接受鵝阿爹作為他的父親。然而，在電影的最後一幕顯示阿波的生父感覺到他的兒子還活著。

### 《功夫熊貓3》（2016）
功夫大師把翡翠宮交給阿波，聲稱監督「蓋世五俠」下一步訓練的人是阿波。在為這個新的責任而努力的同時，阿波與他的親生父親阿李（李山）相聚。不過，有消息稱靈魂收藏家天煞已經重返人間，並被和平谷等人發現他從中國各地偷取多個功夫大師的氣。從龜大仙留下的一個卷軸中發現，只有氣的力量，一種只有熊貓部落才知道的武術，才能擊敗天煞。於是，阿波和阿李前往熊貓谷，以便阿波學習氣。最終，阿波發現熊貓們已經忘記如何操縱氣，阿李為了保護自己而說謊了。經過後，阿波決定訓練熊貓谷的所有熊貓功夫對抗天煞，掌握氣的力量摧毀天煞。回到和平谷後，阿波把時間花在教導和平谷和熊貓們如何運用氣。

### 《功夫熊貓4》（2024）
夢工廠動畫公司CEO傑佛瑞·凱森柏格說也許這個系列在《功夫熊貓3》後有三個續集，一共六部電影。
在2016年1月13日，Collider向《功夫熊貓3》的製片人詢問有關第四部電影的可能性，聯合導演詹妮弗·余·尼爾森說：「我們想使這個成為一個完美的寶石，那麼我們就會看到之後會發生什麼事。」聯合導演亞歷山卓·卡洛尼說：「隨著續集，我們不想讓他們感到會是開放式結局，我們希望它感覺像一個完整的旅程，而我們覺得這部電影將是。然後，如果能呈現一個奇幻故事出來就好了。」

## 電影短片

### 《功夫熊貓：蓋世五俠的秘密》
《蓋世五俠的秘密》是一部動畫電影短片，為《功夫熊貓》延續（或外傳），後來在2009年2月26日於NBC播放，2009年3月24日發行影碟。

### 《功夫熊貓感恩節特輯》
《功夫熊貓感恩節特輯》是2010年11月24日在NBC中播放的感恩節特輯。故事講述阿波被功夫大師分配每年都會舉辦的冬季盛宴坐主持，儘管他希望和鵝阿爹度過假期。

### 《功夫熊貓：大師的秘密》
《功夫熊貓：大師的秘密》是隨着《功夫熊貓2》影碟附送的電影短片，故事講述三位宮門城大師—雷霆犀利俠、風暴鐵牛俠和流星鱷大俠的背景。

### 《功夫熊貓：卷軸的秘密》
《功夫熊貓：卷軸的秘密》是隨着《功夫熊貓》終極版影碟附送的電影短片，故事講述蓋世五俠的形成，以及他們如何第一次共同對付敵人。

### 《熊貓爪》
《熊貓爪》是隨着《功夫熊貓3》影碟附送的電影短片，故事講述美美與阿包在春節時的競爭。

## 反響

### 票房成績
| 電影          | 美國上映日    | 票房收入   | 票房收入    | 票房收入    | 預算       | 參考        |
| 電影          | 美國上映日    | 北美       | 其他地區    | 全球        | 預算       | 參考        |
| ------------- | ------------- | ---------- | ----------- | ----------- | ---------- | ----------- |
| 《功夫熊貓》  | 2008年6月6日  | 2.15億美元 | 4.16億美元  | 6.31億美元  | 1.45億美元 | [ 5 ]       |
| 《功夫熊貓2》 | 2011年5月26日 | 1.65億美元 | 5億美元     | 6.65億美元  | 1.5億美元  | [ 6 ]       |
| 《功夫熊貓3》 | 2016年1月29日 | 1.43億美元 | 3.77億美元  | 5.21億美元  | 1.45億美元 | [ 7 ]       |
| 合計          | 合計          | 5.24億美元 | 12.91億美元 | 18.17億美元 | 4.25億美元 | [ 8 ] [ 9 ] |

### 專業評價
| 電影          | 爛番茄          | Metacritic    | CinemaScore |
| ------------- | --------------- | ------------- | ----------- |
| 《功夫熊貓》  | 87% (179篇評論) | 73 (33篇評論) | A-          |
| 《功夫熊貓2》 | 81% (167篇評論) | 67 (31篇評論) | A           |
| 《功夫熊貓3》 | 86% (161篇評論) | 66 (34篇評論) | A           |

## 外部連結
- 互联网电影数据库（IMDb）上《功夫熊貓》的资料（英文）
- 互联网电影数据库（IMDb）上《功夫熊貓2》的资料（英文）
- 互联网电影数据库（IMDb）上《功夫熊貓3》的资料（英文）